# A Thousand Years of Good Prayers
A Thousand Years of Good Prayers is een Amerikaanse dramafilm uit 2007 onder regie van Wayne Wang. De film won vier prijzen op het Internationaal filmfestival van San Sebastian, waaronder die voor beste film en beste acteur (Henry O).

## Verhaal
De Chinese Mr. Shi (Henry O) gaat na de dood van zijn vrouw voor het eerst zijn enige dochter Yilan (Feihong Yu) opzoeken in de Verenigde Staten, naar aanleiding van haar echtscheiding. Yilan stelt het bezoek van haar vader niet op prijs en vermijdt na verloop van tijd zelfs fysiek contact. Door de onverwachte wending in het leven van Shi probeert hij innerlijke rust te vinden in een stadspark. Hier ontmoet hij een Iraanse vrouw (Vida Ghahremani) die de weg naar zijn hart vindt, ondanks de taalbarrière. Wanneer Yilan zich bij de situatie neerlegt, begint Shi zich thuis te voelen in zijn nieuwe leefomgeving.

## Rolverdeling
- Henry O - Mijnheer Shi
- Pasha Lychnikoff - Boris
- Feihong Yu - Yilan
- Vida Ghahremani - Madam